# Arroio Chuni
Arroio Chuni är ett vattendrag i Brasilien.   Det ligger i delstaten Rio Grande do Sul, i den södra delen av landet, 1 600 km söder om huvudstaden Brasília.
Trakten runt Arroio Chuni består till största delen av jordbruksmark. Runt Arroio Chuni är det glesbefolkat, med 8 invånare per kvadratkilometer.